# Kiyonaga Takeru
Takeru Kiyonaga (清永 丈瑠 (Thanh-Vĩnh Trượng-Lưu) Kiyonaga Takeru, sinh ngày 24 tháng 10 năm 1994) là một cầu thủ bóng đá người Nhật Bản. Anh thi đấu cho Renofa Yamaguchi FC.

## Sự nghiệp
Takeru Kiyonaga gia nhập câu lạc bộ tại J2 League Renofa Yamaguchi FC năm 2017.